# Simeon Bulgaru
Simeon Bulgaru (Chișinău, 26 maggio 1985) è un allenatore di calcio ed ex calciatore moldavo, di ruolo difensore.

## Carriera

### Club
Ha giocato nella prima divisione dei campionati moldavo, danese, russo e kazako.

### Nazionale
Ha esordito con la nazionale moldava nel 2007.

## Palmarès

### Club

#### Competizioni nazionali
- Coppa di Moldavia: 2

Zimbru Chișinău: 2003-2004
Sheriff Tiraspol: 2007-2008
- Campionato moldavo: 2

Sheriff Tiraspol: 2006-2007, 2007-2008
- Supercoppa di Moldavia: 1

Sheriff Tiraspol: 2007